# SG (歌曲)
是由法国DJ兼唱片制作人DJ 蛇王、波多黎各歌手歐祖那、美国说唱歌手梅根尤物以及韩国女团BLACKPINK的成員Lisa所合作的的一首英語歌曲。这首歌于2021年10月22日，通过DJ Snake Music Productions和新視鏡唱片发行，由DJ蛇王、歐祖那、梅根尤物、Lisa、多尼·弗洛雷斯、J.劳琳、简·皮尔·索托、刘易斯·休斯、尼古拉斯·奥迪诺、奥马·尔沃克和Teddy编写，DJ蛇王和Yampi制作。

## 背景與發行
DJ蛇王於2021年4月回答網上的粉絲提問，他表示將与Lisa，後續揭示其為一首以Lisa为主角的歌曲，并表示这首歌已经完成。5月19日，DJ蛇王在Instagram限时动态中发布了一段4秒的“SG”片段。其中，Lisa演唱了部分歌词，制作人又於6月25日发布一段時長6秒的歌曲片段，Lisa在裡面说出DJ蛇王的名字。
在9月13日举行的2021年MTV音乐录影带大奖红地毯上，歐祖那接受MTV新闻采访时透露，他的下一首单曲将与DJ蛇王、梅根尤物及BLACKPINK合作。同月30日，Ozuna在推特上暗示歌曲已经完成97%。首支預告片於于10月13日发布，其中包含歐祖那的声音，歌曲名称被确认为。隔日，DJ蛇王宣布將於今年10月22日发布。

## 制作
時長3分45秒，以
拍的升f小調創作，每分鐘100拍。這是首有著蒙巴頓元素的流行舞曲，帶有DJ蛇王個人風格的拉丁陷阱節拍。歌曲由歐祖那開場，随后是梅根尤物和Lisa。这首歌探讨了对“性感女孩”的迷恋，表达了想要与其一起度过美好时光的渴望。
多尼·弗洛雷斯（Donny Flores）、J.劳琳（J. Lauryn）、简·皮尔·索托（Jean Pierre Soto）、歐祖那、刘易斯·休斯（Lewis Hughes）、Lisa、梅根尤物、尼古拉斯·奥迪诺（Nicholas Audino）、奥马·尔沃克（Omar Walker）、泰迪和DJ蛇王共同創作，DJ蛇王和Yampi擔任制作。

## 專業評價
《單曲點唱機》給予4.33/10分，評論員們表示作為派對歌曲，歌曲仍有進步空間。歐祖那的開場簡直完美，夏日風情的清脆節拍令人不自覺地陷入歌曲之中；梅根與Lisa的段落則不然，兩人不僅沒為歌曲加分，反倒顯得無聊，很難相信這是大家共同的傑作。來自《印度滚石》的迪瓦舍·東格（Divyashe Dongre）給予歌曲好評，他表示歐祖那獨特率性的演出、梅根充滿自信的歌詞和Lisa令人窒息的舞蹈與說唱让人想起DJ蛇王在2018年的歌曲——〈Taki Taki〉。的杜伊·吉森（Duey Guison）稱讚DJ蛇王完美融合風格各異的3人，這首舞曲堪稱史詩級合作。

## 音樂錄影帶
DJ蛇王曾在8月3日透露他们很快就会拍摄音乐视频。同年10月13日，他发布了30秒的预告片。在预告片中，DJ蛇王走出一栋大楼，上了一辆车牌写着“SXY GRL”的汽车。之后，镜头经过三辆停泊在旁的汽车，车牌上分别写着Lisa、Megan和Ozuna的名字。的音乐视频由科林·蒂利执导，於美国迈阿密进行拍摄。影片於2021年10月22日隨同歌曲發布，同時，DJ蛇王也在自己的YouTube频道上首播。
影片以热带为主题，并将所有合作者融入在背景明亮的夏日视觉效果中。DJ蛇王和歐祖那分别出现在穿着嘉年华风格头饰和比基尼跳舞的女孩之间。视频中的其他场景包括了DJ蛇王站在游艇的尖端，和歐祖那在一座高大的雕塑前跳舞，身上穿着由娜塔丽娅·菲德娜设计的浸染金属网布连衣裙的梅根在水坑里嬉水，而Lisa则穿着金光闪闪的服装跳舞，不禁令人想起歌舞女郎。纽西斯的李秀珍（이수진）稱讚影片華麗且吸引著眾人目光，并表示Lisa在视频中的优雅表現顯得格外亮眼。影片發布首周就獲得4610萬次觀看。

## 製作團隊
人員名單來自Tidal
- DJ蛇王－制作人、作曲家、作词家、表演者、混音师、母带工程师、编程、录音室人员
- 歐祖那－歌手、作曲家、作词家、表演者
- 梅根尤物－歌手、作曲家、作词家、表演者
- Lisa－歌手、作曲家、作词家、伴奏演员、表演者
- Yampi－制作人
- 多尼·弗洛雷斯（Donny Flores）－作曲家、作词家
- J.劳琳（J. Lauryn）－作曲家、作词家
- 简·皮尔·索托（Jean Pierre Soto）－作曲家、作词家
- 刘易斯·休斯（Lewis Hughes）－作曲家、作词家
- 尼古拉斯·奥迪诺（Nicholas Audino）－作曲家、作词家
- 奥马·尔沃克（Omar Walker）－作曲家、作词家
- 泰迪－作曲家、作词家
- MERCER－母带工程师、混音师、工作室人员

## 排行和銷量認證
| 排行榜（2021－22年）                         | 最高 位置 |
| -------------------------------------------- | --------- |
| 比利時瓦隆（Ultratop五十強單曲榜）           | 40        |
| 加拿大（Canadian Hot 100）                   | 86        |
| 克羅埃西亞（克羅埃西亞電台榜）               | 59        |
| 法國（法國唱片出版業公會單曲榜）             | 87        |
| 全球（Billboard Global 200）                 | 19        |
| 匈牙利（四十強電台榜）                       | 39        |
| 荷蘭（全球四十大單曲榜）                     | 16        |
| 新西兰（新西兰唱片音乐协会熱門單曲榜）       | 5         |
| 羅馬尼亞（媒体森林國際電台榜）               | 9         |
| 新加坡（新加坡唱片業協會）                   | 26        |
| 斯洛伐克（百强电台榜）                       | 14        |
| 韓國（Gaon下載榜）                           | 173       |
| 瑞士（瑞士熱門音樂榜）                       | 56        |
| 英國（官方榜單公司下載榜）                   | 24        |
| 美國（《告示牌》Bubbling Under Hot 100）     | 2         |
| 美國（《告示牌》Hot Dance/Electronic Songs） | 4         |
| 美國（《告示牌》Hot Latin Songs）            | 11        |
| 美國（《告示牌》Latin Airplay）              | 1         |

| 榜單（2021年）                               | 排名 |
| -------------------------------------------- | ---- |
| 美國（《告示牌》Hot Dance/Electronic Songs） | 93   |

| 國家或地區                                               | 認證 | 銷量     |
| -------------------------------------------------------- | ---- | -------- |
| 法國（法國唱片出版業公會）                               | 金   | 100,000‡ |
| - ‡僅含認證的串流媒體+實際銷量 - †僅含認證的串流媒體銷量 |      |          |

## 发布历史
| 国家/地区 | 日期           | 格式            | 唱片公司              | 来源   |
| --------- | -------------- | --------------- | --------------------- | ------ |
| 全球      | 2021年10月22日 | 数字下载 流媒体 | DJ Snake Music 新視鏡 | [ 43 ] |
| 意大利    | 2021年11月5日  | 當代流行電台    | 环球音乐              | [ 44 ] |